# Excelsior Hotel Ernst
Pour l’article homonyme, voir Excelsior Hotel (Taormine).

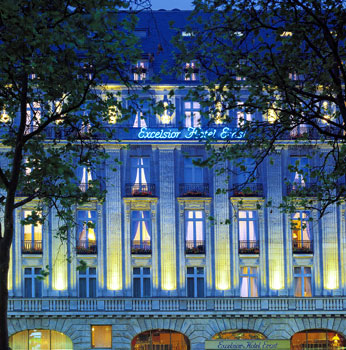
Excelsior Hotel Ernst (2008)

L´Excelsior Hotel Ernst est un hôtel de Cologne situé en face de la Cathédrale de Cologne (le « Dom ») en Rhénanie-du-Nord-Westphalie. Il a été construit en 1863. Il est partenaire de "The Leading Hotels of the World" et "Selektion Deutscher Luxushotels".

## Historique
Cet hôtel cinq étoiles avec ses 142 chambres et suites tient son nom « Hotel Ernst » de son premier propriétaire et fondateur, Carl Ernst.
En 1871, l´hôtel est vendu à la famille Kracht. Les Kracht se le transmettent de père en fils et deviennent membres de la haute société de Cologne. Carl Kracht fut d’ailleurs nommé Prince Carnaval en 1884 lors du Carnaval de Cologne : un honneur local très prisé. L´hôtel accueillit pendant ses premières années des clients de marque tels que l'empereur Guillaume Ier d'Allemagne, lors de la cérémonie d´ouverture de la cathédrale de Cologne.
Après quelques années de collaboration avec sa sœur Hermine, Carl Kracht épousa Emma Pauline Baur et partit vivre et travailler à l´hôtel Baur au Lac de Zurich. Il délégua le poste de direction de l´hôtel mais en resta le propriétaire. À la suite de rénovations en 1910, l´hôtel rouvrit sous le nom de «  Grand Hôtel Excelsior Ernst ». Il dispose alors de 250 chambres, dont 100 avec une salle de bains privée et l´eau courante, ce qui était à l´époque inhabituel. Huit ans plus tard, l´hôtel est pris d´assaut puis transformé en base militaire par l´armée britannique. Après quelques travaux, il fête le 31 décembre 1926 sa seconde réouverture sous le nom d'"Excelsior Hotel Ernst". Une partie de l´hôtel fut détruite pendant la Seconde Guerre mondiale, mais dès la fin de cette période, la famille Kracht Roulet pris en charge sa rénovation.
En 1986, une nouvelle aile du bâtiment fut construite sous la supervision du décorateur le comte Siegwart Pilati : le « Neubau », avec 29 nouvelles chambres et suites. En 2001 s´ouvre un nouveau restaurant : le taku, proposant une cuisine asiatique raffinée, dans une atmosphère contemporaine. Les dernières rénovations de l´hôtel datent de 2007 dans l´« Hanse Flügel », transformant 45 des chambres en 35 plus spacieuses pour la somme de 7 millions d´euros.
Aujourd'hui encore, la famille Kracht-Roulet est propriétaire de l´Excelsior Hotel Ernst. Depuis mai 2004, Wilhelm Luxem occupe le poste de directeur général.